# Kaiserin Elisabeth (Schiff)
SMS Kaiserin Elisabeth war ein Geschützter Kreuzer der Kaiser-Franz-Joseph-I.-Klasse der k.u.k. Kriegsmarine.
Namensgeberin war Elisabeth aus dem Hause Pfalz-Zweibrücken-Birkenfeld-Gelnhausen, Kaiserin von Österreich und Königin von Ungarn.

## Geschichte
Als zweites Schiff dieser Klasse und als Antwort auf die italienischen Kreuzer der Giovanni-Bausan- und Etna-Reihe legte man die  SMS Kaiserin Elisabeth als Torpedo-Rammkreuzer am 1. Juli 1888 im Seearsenal Pola auf Kiel. Der Stapellauf erfolgte am 25. September 1890, die Indienststellung am 24. Jänner 1892.
Angesichts der rasanten Entwicklung im Bereich der Waffentechnik veralteten die beiden Schiffe dieser Klasse sehr schnell, auch machten bauartbedingte Mängel eine Modernisierung zwingend notwendig. Die Hauptartillerie wurde ausgetauscht, die Kasemattgeschütze der Mittelartillerie, wegen der ungünstigen Anbringungen zu dicht über der Wasseroberfläche und daher nur bei ruhiger See einsetzbar, wurden an das Oberdeck verlegt. Im Gegensatz zum Typschiff erhielt die Kaiserin Elisabeth keine Geschütztürme, sondern behielt die nur schwach gepanzerten Geschützplattformen an Bug und Heck. Nach dem Abschluss der Umbauarbeiten wurde das Schiff 1908 zum Kreuzer 2. Klasse umklassifiziert. Im Jahre 1911 erfolgte eine erneute Umklassifizierung zum Kleinen Kreuzer.
Der Wert des Schiffes war zweifelhaft, so wurde in Fachkreisen der k.u.k. Kriegsmarine diese Klasse in Anlehnung an den damaligen Marineoberbefehlshaber, Admiral Maximilian Daublebsky von Sterneck, abfällig als „Sternecks Sardinenbüchsen“ bezeichnet.
Der Kreuzer Kaiserin Elisabeth wurde vor Tsingtau am 6. September 1914 Ziel des ersten seegestützten Luftangriffes in der Geschichte, das Schiff wurde dabei nicht getroffen. Der Angriff erfolgte durch das japanische Flugzeugmutterschiff Wakamiya, das in Frankreich gebaute Farman Doppeldecker-Wasserflugzeuge per Bordkran ausgesetzt und gestartet hatte.
Nach Selbstversenkung der Kaiserin Elisabeth  in der Hafenbucht von Tsingtau wurde die Besatzung in japanische Kriegsgefangenschaft verbracht. Das Schicksal von Kriegsgefangenen des Ersten Weltkrieges wurden bis in das 21. Jahrhundert in der Forschung nachrangig untersucht. Rund 5.000 österreichische und deutsche Kriegsgefangene wurden in den japanischen Kriegsgefangenenlager Bandō, Kurume, Matsuyama, Aonogahara und weiteren Nebenlagern interniert. Die meisten Gefangenen wurden 1920 entlassen und nachfolgend repatriiert.

## Fahrten, Einsätze, Verbleib
- 1892–1893: Weltreise des Zweiten in der Thronfolge, Erzherzog Franz Ferdinand (ab 1896 Thronfolger)
- 1895: im k.u.k. Schiffsverband Freundschaftsbesuch in Kiel anlässlich der Eröffnung des Nord-Ostsee-Kanals
- 1895: Demonstrationsfahrt in die Levante
- 1896: Levantereise
- 1899–1900: Stationsschiff in Ostasien
- 1900–1902: anlässlich des Boxeraufstandes wieder nach China
- 1904–1905: Stationsschiff in Ostasien
- 1906: Ausbildungsreise ins Mittelmeer
- 1907: Ausbildungsreise ins Mittelmeer
- 1908: Ausbildungsreise ins Mittelmeer
- 1908–1910: Stationsschiff in Ostasien
- 1911: Ausbildungsreise ins Mittelmeer
- 1912: Ausbildungsreise ins Mittelmeer
- 1913: Stationsschiff in der Levante
- 1914: Stationsschiff Ostasien
- 22. Juli 1914: Verlegung nach Tsingtau. Überlegungen, das Schiff dem deutschen Ostasiengeschwader des Grafen Spee zuzuteilen, konnten wegen der geringen Höchstgeschwindigkeit des Schiffes nicht ausgeführt werden.
- 14. August 1914: Befehl zur Abrüstung des Kreuzers, Mannschaft wird nach Tientsin beordert.
- 26. August 1914: Befehl zum Ausbau und der Aufstellung von Bug- und Heckgeschütz an der Landfront. Kaiserin Elisabeth beschießt mit der verbliebenen Artillerie Landziele.
- 2. November 1914: Nach Verbrauch der Munition Selbstversenkung in der Hafenbucht von Tsingtau. Die Besatzung geht mit der deutschen Garnison nach der Belagerung von Tsingtau in japanische Gefangenschaft und wird 1920 entlassen.

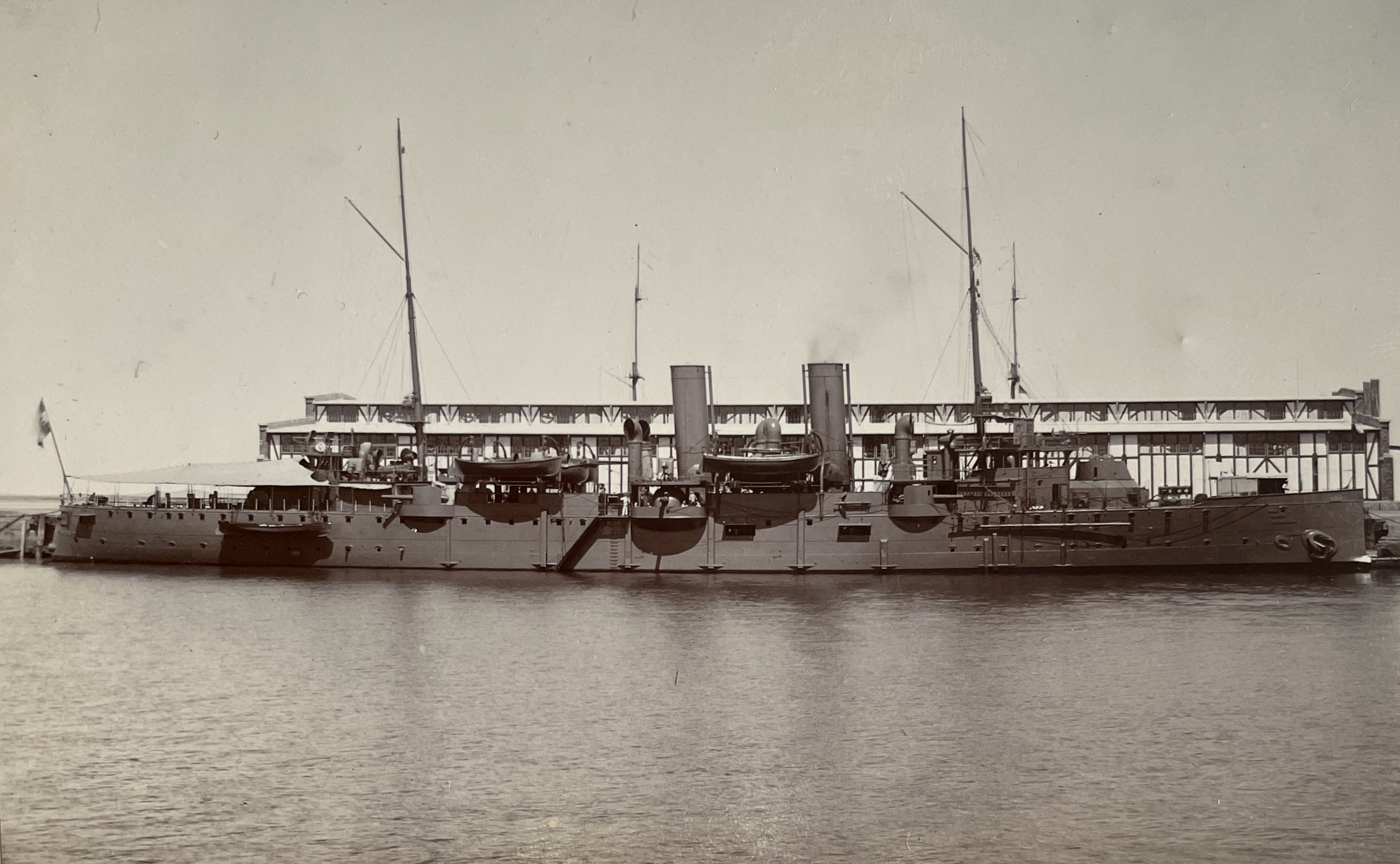
Die Kaiserin Elisabeth als Stationsschiff in Tsingtau (Aufnahme von 1908)

## Technische Daten
- Wasserverdrängung: 4063 ts
- Länge: 102,56 Meter
- Breite: 14,72 Meter
- Tiefgang: 5,7 Meter
- Antrieb:
  - 4 Dampfkessel
  - 2 stehend 3-Zylinder-Dreifach-Expansionsmaschinen
  - 2 Schrauben
- Leistung: 8000 PSi
- Höchstgeschwindigkeit: 19,17 Knoten
- Bewaffnung:

2 × 24-cm-Krupp-L/35-C.86-Kanonen
6 × 15-cm-Krupp L/35-C.86-Kanonen
5 × 4,7-cm-Hotchkiss-L/44-Schnellfeuerkanonen (SFK)
4 × 4,7-cm-Hotchkiss-L/33-SFK
2 × 3,7-cm-Hotchkiss-L/33-SFK
2 × 7-cm-Uchatius-L/15-Bootskanonen
4 × 40-cm-Überwasser-Torpedorohre (i.d. Ausführung: 2 × Breitseiten-Oberwasser-Lanzier-Apparat und je 1 Bug- & Heck-Oberwasser-Lanzier-Apparat)
- Nach Umbau 1905/06

2 × 15-cm-Skoda-L/40-C.96-Schnelladegeschütze (SLG)
6 × 15-cm-Krupp-L/35-C.86/99(aptiert)-SLG spätere Bezeichnung: L/35-C.86(apt.)
12 × 4,7-cm-Skoda-L/44-C.97-Schnellfeuerkanonen (SFK)
2 × 4,7-cm-Skoda-L/33-C.90-SFK
2 × 7-cm-Skoda-L/18-C.95-Boots- und Landungsgeschütze
4 × 40-cm-Überwasser-Torpedorohre (i.d. Ausführung: 2 × Breitseiten-Oberwasser-Lanzier-Apparat und je 1 Bug- & Heck-Oberwasser-Lanzier-Apparat)
- Panzerung:

Deck: 3,8 cm
Böschung: 5,7 cm
Barbetten: 9 cm
24-cm-Geschützplattform: 4 cm
Erker für Kasemattgeschütze: 4 cm
Schild für 15-cm-Decksgeschütze: 4–6 cm
Kommandobrücke: 4,5–5 cm
- Anmerkung:

Der Authentizität wegen werden die Ortsnamen in der Schreibweise der k.u.k. Kriegsmarine aufgeführt. Die Verlinkungen verweisen auf die heutigen Gegebenheiten.

## Museale Rezeption
Die Geschichte der k.u.k. Kriegsmarine ist im Marinesaal des Heeresgeschichtlichen Museum in Wien im Detail dokumentiert, wobei sich in der Ausstellung auch Schiffsmodelle sowie zeitgenössische Darstellungen in Gemälden und Fotografien der SMS Kaiserin Elisabeth befinden, darunter auch ein hochqualitatives Gemälde des Marinemalers Alexander Kircher.
Das Schiff wird in der Ausstellung Aonogohara – Österreichische Kriegsgefangene in Japan 1914–1920, anlässlich 150 Jahre Japanisch-Österreichische Beziehungen – 29. November 2019 – 13. März 2020 in der NÖ Landesbibliothek, St. Pölten behandelt. Aonogohara war eines von 15 Kriegsgefangenenlagern für Deutsche und Österreich-Ungarn in Japan.